# Floating tank

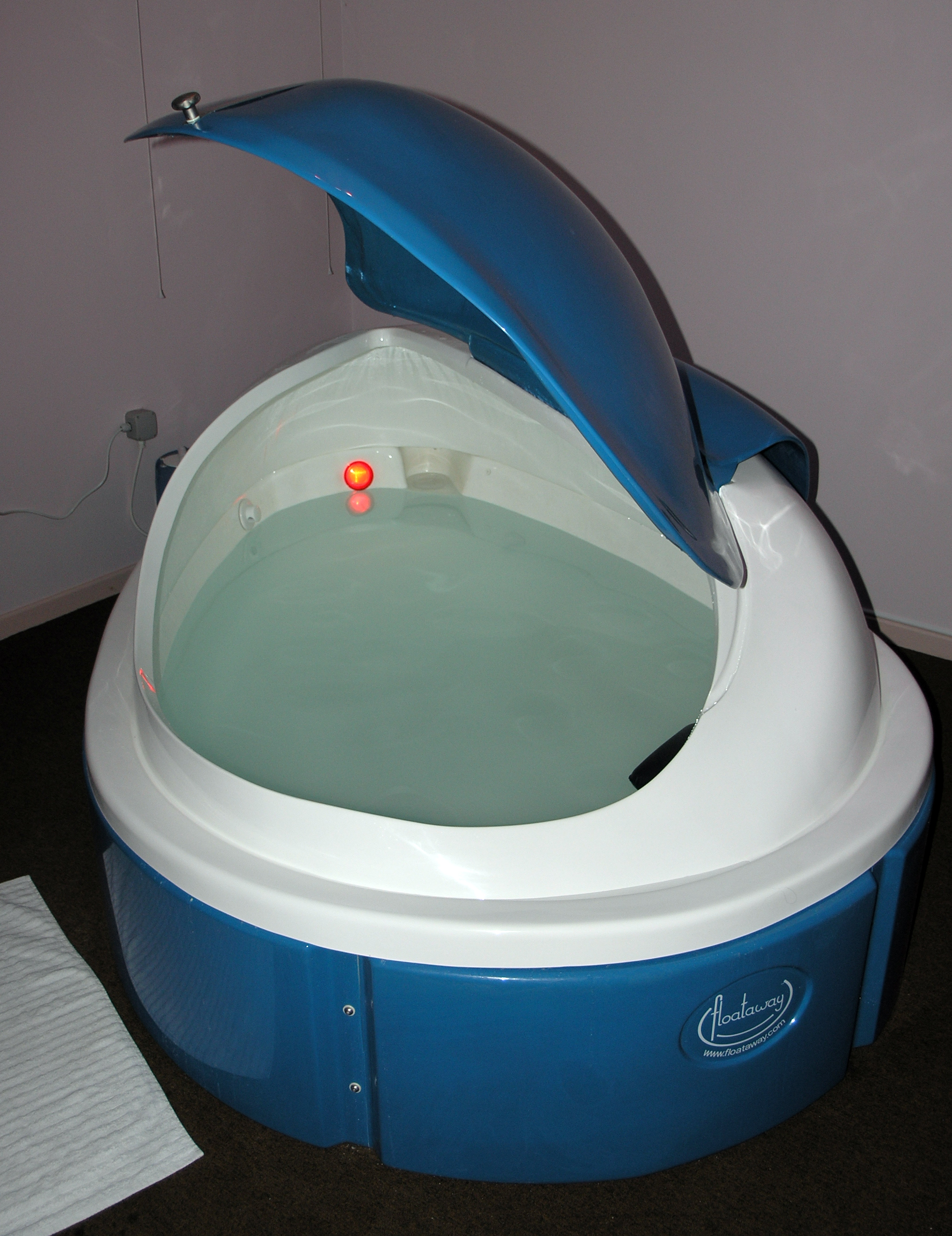
Floating tank

Floating tank, (zařízení má mnoho dalších názvů, například deprivační nádrž) je nádrž s vodou, sloužící k oddělení člověka od vnějších podnětů. Jedná se o nádrž s vodou o teplotě lidského těla, odizolovanou od vnějších zvuků, světla a zápachu. V současnosti je voda v lázni obvykle slaná, aby měla vyšší hustotu než lidské tělo. Poprvé tuto nádrž použil psychiatr John C. Lilly v roce 1954 při zkoumání senzorické deprivace.
V současnosti je různě modifikovaná deprivační nádrž (obvykle s menším stupněm izolace a často více podobná běžné vířivé koupeli) v ČR pod obchodním názvem floating tank využívána v alternativní medicíně jako relaxační či meditační prostředek.
Floating tank pro tyto účely může být uvnitř vybaven i zařízením pro poslech hudby, světlem, dorozumívacím zařízením s obsluhou, vodními tryskami a odklápěcím víkem.